# Idaea expandata
Idaea expandata är en fjärilsart som beskrevs av Franz Dannehl 1933. Idaea expandata ingår i släktet Idaea och familjen mätare. Inga underarter finns listade i Catalogue of Life.